# Middle Belt

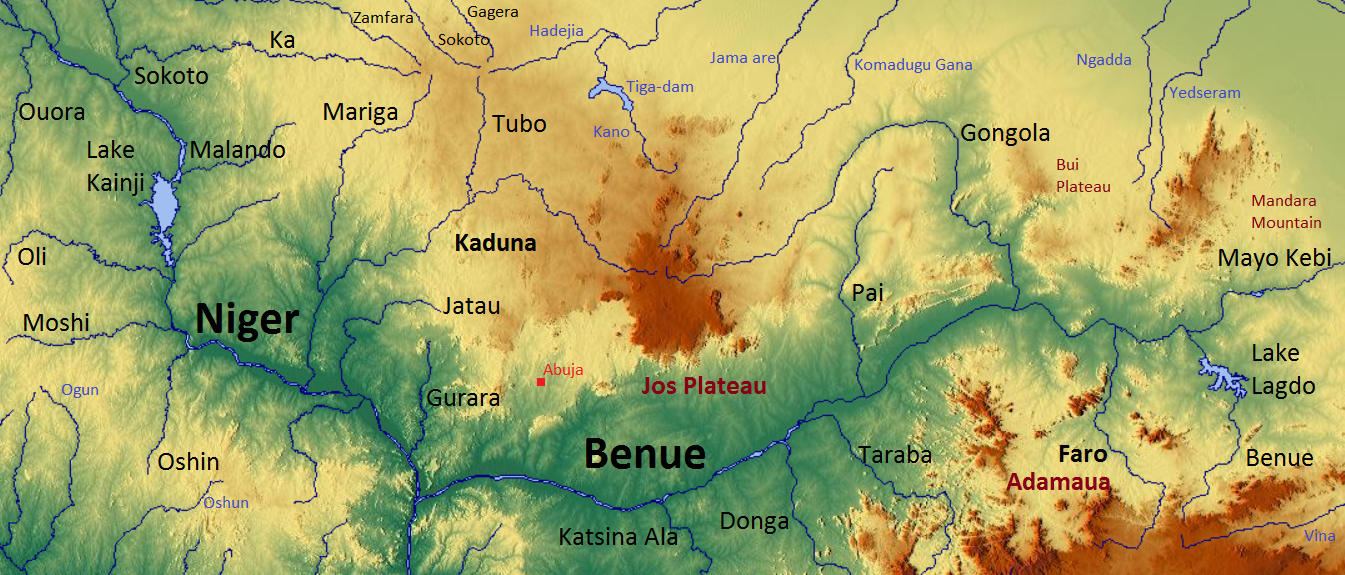
Mappa fisica della regione

La Middle Belt (in inglese: cintura di mezzo), o Nigeria centrale, è un'area geografica della Nigeria, costituita dal medio corso del fiume Niger e dal basso corso del fiume Benue, che confluiscono nella regione presso Lokoja. Comprende grossomodo gli stati di Niger, Kwara, Kogi, Benue, Nassarawa. Taraba, Plateau e Adamawa, oltre al Territorio federale della capitale.
La regione è rilevante soprattutto dal punto di vista della geografia antropica, in quanto culturalmente distinta sia dalla Nigeria settentrionale, dominata dal gruppo etnico degli Hausa, sia dalla Nigeria meridionale, dominata dai gruppi degli Yoruba e Igbo. A differenza di queste ultime, la regione centrale è caratterizzata da una grande diversità etnica, con nessun gruppo che può dirsi dominante. 
La presenza di molteplici gruppi minoritari, in una certa misura, costituisce una barriera etno-linguistica nel paese e traccia una separazione tra il nord principalmente musulmano e il sud principalmente cristiano. La regione è una convergenza di questi domini culturali e mantiene un enorme grado di diversità etno-linguistica. Si parlano lingue delle famiglie afro-asiatica, nilo-sahariana e niger-kordofaniana, che sono tre delle principali famiglie linguistiche africane. Negli anni '20 fu descritta da Melzian come la "Zona di Mezzo".
Tra i gruppi etnici autoctoni della regione si possono citare Nupe, Gbagyi, Igala, Idoma, Ebira, Tiv, Jukun, Berom, Tarok, Angas e molti altri.